# Toggenburgeroorlog
De Toggenburgeroorlog of Tweede Villmergeroorlog was een Zwitserse burgeroorlog in het Oude Eedgenootschap die van 12 april tot en met 11 augustus 1712 duurde. Enerzijds waren er de katholieke "inlandse kantons" en de rijksabdij Sankt Gallen, anderzijds de hervormde kantons Bern en Zürich en de onderdanen van de abt van Toggenburg. Het conflict was tegelijkertijd een godsdienstoorlog, een oorlog om de hegemonie in het Oude Eedgenootschap en een opstand van onderdanen. Het eindigde in een protestantse overwinning en deed de politieke verhoudingen binnen het Eedgenootschap omslaan.

## Voorgeschiedenis
De aanleiding van de oorlog was een conflict tussen de vorst-abt van Sankt Gallen, Leodegar Bürgisser, en zijn hervormde onderdanen in het graafschap Toggenburg, dat sinds 1460 tot de Rijksabdij behoorde, maar tegelijk al sinds 1436 in een landrecht stond met de Zwitserse kantons Glarus en Schwyz. Sinds de Reformatie was Toggenburg ongeveer voor twee derde hervormd geworden, maar niet in alle gemeenten hadden de protestanten de meerderheid. Nadat de vorst-abt van Sankt Gallen de nieuwe landsheer was geworden, werd de hervormde inwoners van Toggenburg de eerbiediging van het beginsel van godsdienstige gelijkberechtiging toegezegd door haar Zwitserse bondgenoten Zürich en Bern en ook door de vorst-abt. Desondanks ondernamen de abten van Sankt Gallen in het kader van de contrareformatie pogingen om Toggenburg te rekatholiseren. In alle gemeenten, ook in de vrijwel compleet hervormde, werd de positie van de katholieken versterkt en in sommige plaatsen enkele nieuwe katholieke kerken gebouwd, zodat het gemeenschappelijk gebruik van de toenmalige parochiekerken niet meer nodig was.
In de 17e eeuw begonnen de vorst-abten en hun wereldlijke bestuurders, de landshofmeesters, de abbatiale landsheerlijke gebieden in het kader van de absolutistische praktijk van die tijd strenger te organiseren en aan een ten minste beginnend moderner bestuur te onderwerpen. Steeds weer kwam het daarbij tot conflicten door inbreuk van abdij-autoriteiten op hervormde geestelijken. In 1663 trachtte bijvoorbeeld de Toggenburgse landvoogd in Lichtensteig, Wolfgang Friedrich Schorno, de daar werkende dominee Jeremias Braun vanwege een vermeende godslastering tijdens een hervormde preek ter dood te veroordelen. Slechts door tussenkomst van het hervormde Appenzell Ausserrhoden kon Braun worden gered – maar hij moest wel zijn verbanning ondergaan. Vier jaren later bewerkstelligden de Toggenburgers na interventie van hun beschermkantons de afzetting van Schorno door abt Gallus Alt (r. 1654–1687).
In het kader van de contrareformatie sloten in 1695 de zeven katholieke kantons van het Eedgenootschap en de vorst-abt van Sankt Gallen een bondgenootschap tot de redding van het katholicisme tegen de "onkatholieke religie". Om de verbindingen tussen de rijksabdij en katholiek Centraal-Zwitserland te versterken, stelde Schwyz in 1699 aan vorst-abt Leodegar Bürgisser (r. 1696–1717) voor om een nieuwe weg aan te leggen over de voor de katholieke kantons strategisch en economisch belangrijke Rickenpas tussen Uznach en Wattwil. Zo kon in geval van oorlog een snelle verplaatsing van katholieke troepen naar Toggenburg en naar het Fürstenland mogelijk worden gemaakt.
Na de bijlegging van de "kruisoorlog" met de eveneens hervormde rijksstad Sankt Gallen in 1697 beval vorst-abt Bürgisser de gemeente Wattwil te beginnen met de aanleg van de weg over de Rickenpas aan de Toggenburgse zijde middels herendiensten. Uit de weigering van Wattwilers om mee te werken aan de wegaanleg, die zij als bedreiging voor hun geloofsvrijheid alsmede financiële onderdrukking beschouwden, ontstond een ernstig conflict met de vorst-abt. Deze liet uiteindelijk de hoogste Toggenburgse magistraat, de landweibel Josef Germann, gewoonweg inkerkeren om het verzet te breken. Omdat Germann katholiek was, vonden de klachten van de Toggenburgers gehoor bij de beschermkantons, die zich voor de Toggenburgers gingen inzetten. In deze toestand bewoog de landshofmeester Fidel von Thurn de abt ertoe om diplomatieke lijnen in het Rijk uit te strekken en in 1702 om een beschermverbond met keizer Leopold I van Habsburg af te sluiten en door hem in 1706 zowaar de investituur als rijksvorst te ontvangen. Daarmee dreigde het conflict tot Europees vlak te worden verheven. Bovendien betekende dit een zware inbreuk op het raamwerk en de soevereiniteit van het Eedgenootschap: de rijksabdij Sankt Gallen scheen helemaal de invloed van het Eedgenootschap (waarvan het sinds 1451 lid was) te ontduiken en in Oostenrijkse invloed te geraken (terwijl de Zwitsers juist eeuwenlang hadden gestreden voor onafhankelijkheid van de Habsburgers). Dat konden vooral beide Appenzellen maar ook Zürich niet accepteren. Daarnaast was de rijksabdij qua bevolking de vierde staat van het Eedgenootschap en was ook economisch voor Oost-Zwitserland van essentiële betekenis.
De Toggenburgers zochten en vonden vooral bondgenoten bij hun beschermkantons Schwyz en Glarus, met wie zij in 1703 en 1704 het landrecht vernieuwden. Daarnaast maakten ook de hervormde voorsteden Zürich en Bern zich in toenemende mate sterk voor de Toggenburgse zaak. Ze presenteerden aan de vorst-abt in 1707 een bemiddelingsvoorstel, waarbij Toggenburg een verregaand zelfbestuur zou worden verleend, waarop de abt echter niet inging. Daarmee begon een reeks gebeurtenissen die ten slotte uitmondde in een escalatie tot oorlog.

## Escalatie

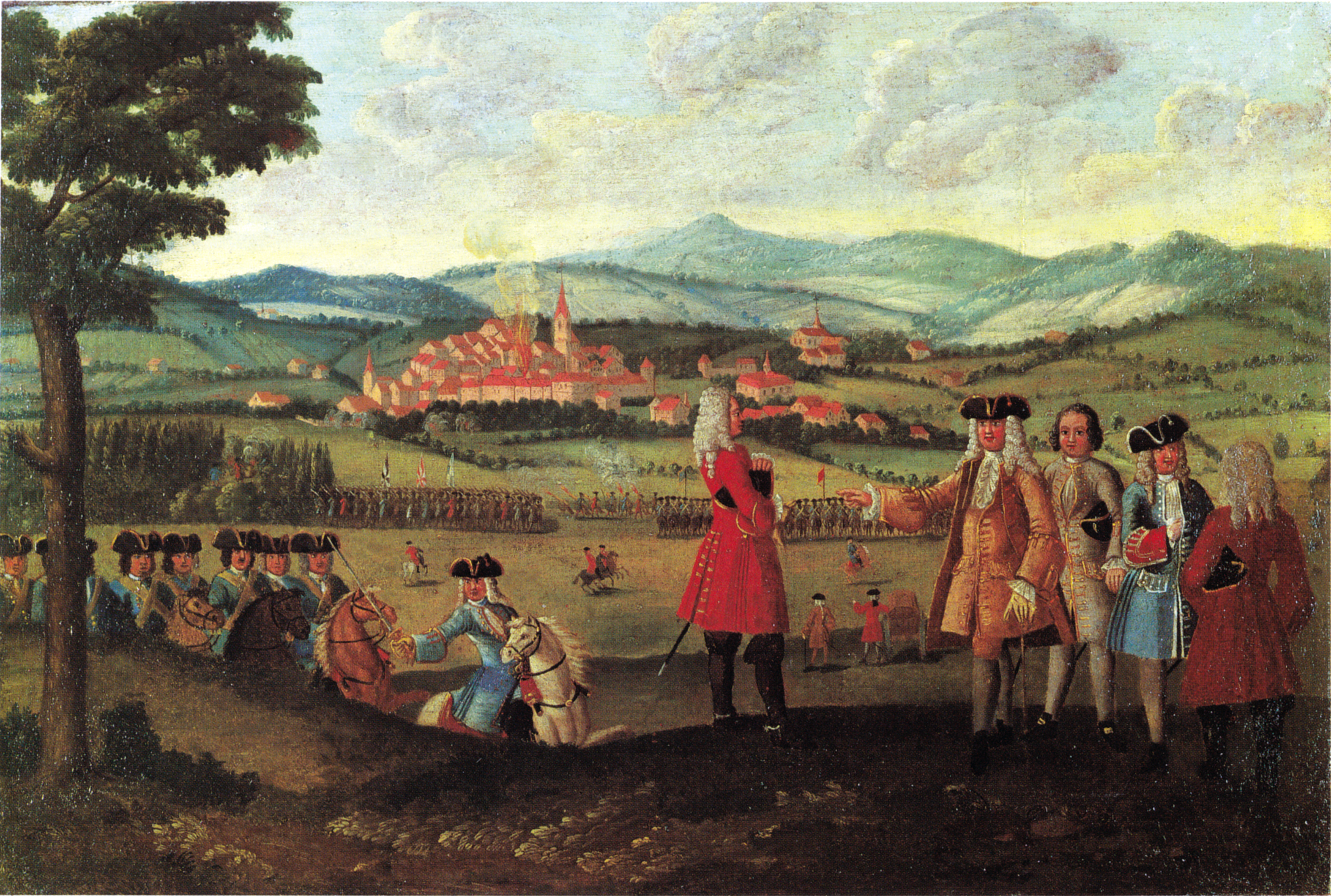
De beschieting van Wil op 21 mei 1712 door Züricher en Berner artillerie.

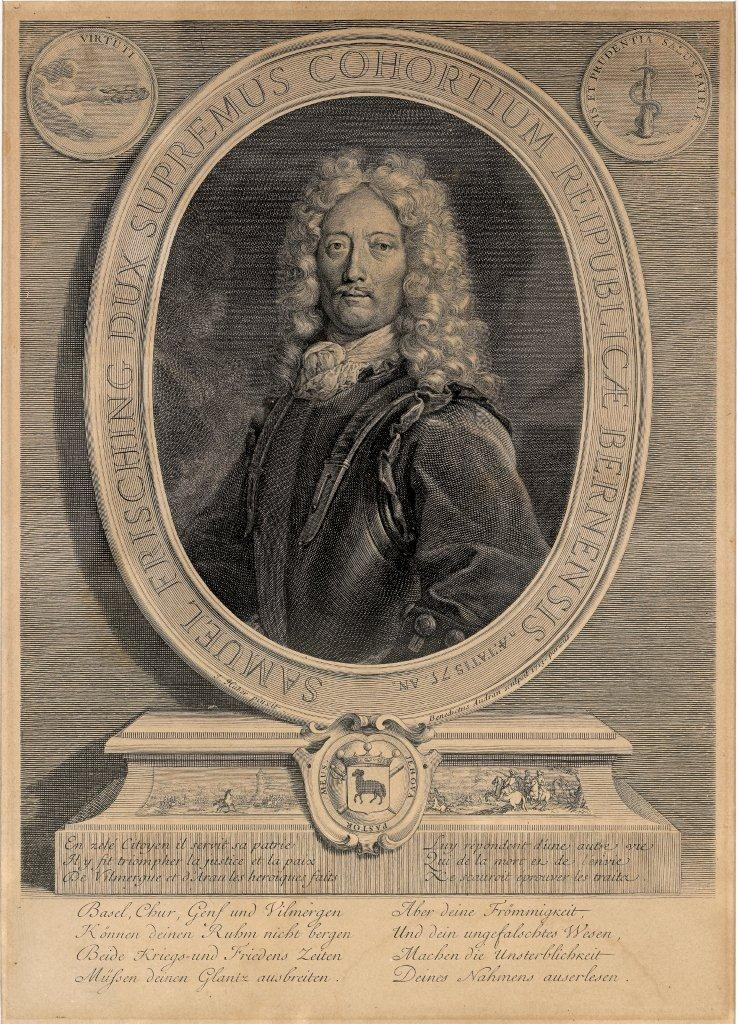
Samuel Frisching II, generaal van de Berner troepen in de Tweede slag bij Villmergen.

De eerste stap naar escalatie maakten de Toggenburgers, met goedkeuring van Bern en Zürich, door op 23 maart 1707 op een Landsgemeinde te Wattwil een grondwetsontwerp aan te nemen dat, met handhaving van de soevereiniteit van de Rijksabdij Sankt Gallen, een autonoom landsbestuur instelde. Daarmee gedroegen ze zich naar het voorbeeld van Appenzell als Landsgemeinde-democratie. Alle abbatiale beambten en de landvoogd werden uitgewezen en de godsdienstvrijheid afgekondigd, hetgeen zich duidelijk tegen de belangen van de katholieke kantons richtte. Derhalve liep het katholieke beschermkanton Schwyz over naar het kamp van de vorst-abt, waardoor de strijd nu een beslist religieus karakter aannam en het Eedgenootschap langs de geloofsgrenzen partij koos voor de vorst-abt dan wel de Toggenburgers. Bemiddelingspogingen door keizerlijke en Franse gezanten naar het Eedgenootschap mislukten en de hervormde kantons drongen aan op een beslechting van de strijd vóór het einde van de Spaanse Successieoorlog, zodat een buitenlandse interventie onwaarschijnlijk zou worden.
De strijd spitste zich er in het vervolg zo op toe dat de Toggenburgers zich met steun van Zürich bewapenden en in 1710 de abbatiale burchten Lütisburg, Iberg en Schwarzenbach bezetten. De confessionele twisten spleten nu de Toggenburgers zelf langs de geloofsgrenzen in de gematigde "linde" (Linde) en de radicale "den" (Harte), zodat in 1711 enige katholieke gemeenten zich weer aan de abt onderwierpen. De "dennen" bezetten –met oogluikende toestemming van Bern en Zürich– daarop deze gemeenten, de abbatiale goederen en kloosters Magdenau en Neu St. Johann met soldaten. Dit voorval noopte de vorst-abt definitief tot militair ingrijpen en betekende ook op niveau van het Eedgenootschap een escalatie.
Op 13 april 1712 publiceerden Bern en Zürich een manifest tegen de vorst-abt van Sankt Gallen en legden daarmee hun steun voor de Toggenburgers open. Aan de andere kant publiceerden de vijf katholieke Centraal-Zwitserse kantons Luzern, Schwyz, Uri, Zug en Unterwalden een tegenmanifest en bewapenden zich voor de oorlog. Bern en Zürich vonden steun bij Genève en Neuchâtel alsmede in diens bondgenoten in het prinsbisdom Bazel, Biel, Moutier en La Neuveville. De vijf kantons vonden steun bij Wallis en in hun voogdijen in Ticino alsmede in de Freie Ämter. De overigen kantons beleven neutraal, de katholieke kantons Fribourg en Solothurn zonder rekening te houden met Bern en Frankrijk, de hervormde stad Sankt Gallen was door het abbatiale grondgebied ingesloten, Glarus intern gespleten. De Drei Bünde mobiliseerden weliswaar vanwege hun verbond van 1707 met Zürich voor de protestantse zaak, maar grepen niet in de gevechtshandelingen in.

## Verloop
Omdat Bern en Zürich de oorlog al lang hadden voorbereid, grepen zij het offensief. Bern opende de eerste oorlogsfase op 26 april, toen zij de eerste troepen bij Stilli over de Aare zette, om Zürich te steunen bij de bezetting van Thurgau en de aanval op de abbatiale landen. Half mei rukten circa 3000 Zürichers, 2000 Berners, 2000 Toggenburgers en 1800 hervormde Thurgauers het Fürstenland binnen en troffen als eerste de abdijstad Wil, die na een korte belegering op 22 mei viel. De bondgenoten drongen daarna door tot Sankt Gallen en bezetten de Abdij van Sankt Gallen en de voogdij Rheintal. De abt vluchtte naar Neuravensburg, een heerlijkheid ten noorden van het Bodenmeer, die in 1699 aan de abdij was toegekomen. De vijf katholieke kantons bezetten wel Rapperswil, maar lieten de abt aanvankelijk zonder ondersteuning. De abdij en haar goederen werden volgens het toenmalige oorlogsrecht onder dwangbestuur gesteld, de roerende goederen en vermogens naar Bern en Zürich afgevoerd.
Het belangrijkste strijdtoneel werd, net als al in de Eerste Villmergeroorlog, het kanton Aargau. De vijf kantons bezetten de steden Baden, Mellingen en Bremgarten met hun strategische voorden en dreigden daarmee een wig te drijven tussen Zürich en Bern. De Berners gingen onder bevel van generaal-majoor Jean de Sacconay onmiddellijk in de tegenaanval en al op 22 mei kwam het in het graafschap Baden in de buurt van Mellingen tot een eerste gevecht. Dit verliep ten gunste van de Berners, die daarop de stad innamen. Op 26 mei zegevierden zij ook in de Slag bij Fischbach en bezetten Bremgarten. Verenigd met de Züricher troepen trokken de Berners op naar Baden, dat op 1 juni moest capituleren. De vesting van de katholieke stad, de Stein, die na de Eerste Villmergeroorlog ondanks protesten van de hervormde kantons werd herbouwd, werd als symbool van de hervormde overwinning onmiddellijk gesloopt. Daarmee hadden Bern en Zürich met succes verhinderd dat door de vijf kantons in Aargau werden gespleten. De vijf kantons gingen daarna op 3 juni vredesonderhandelingen aan en op 18 juli 1712 ondertekenden Zürich, Bern, Luzern en Uri in Aarau een verdrag. Dat bepaalde dat de vijf kantons hun aandeel in de gemeenschappelijke heerlijkheden van het graafschap Baden en (gedeeltelijk) de Freie Ämter zouden verliezen.
De tweede, veel bloederige oorlogsfase werd ingezet doordat de Landsgemeinden van Schwyz, Zug en Unterwalden, die door de pauselijke nuntius Caraccioli waren beïnvloed, het verdrag van Aarau afwezen. Ook in Luzern en Uri dwong het volk de regering om opnieuw de wapens op te nemen tegen de protestantse kantons. Op 20 juli kwam het tot de eerste aanval van de troepen van de vijf kantons op Berner legerbendes bij Sins, die zich daarop terugtrokken naar de hoofdmacht van Bern bij Muri (Slag bij Sins). Op 22 juli openden de Schwyzer en Zuger troepen de aanval op de Züricher schansen bij Richterswil en Hütten, zonder succes. Op 25 juli kwam het bij Villmergen tot de beslissende veldslag. 8.000 man sterke Berner vendels leverden onder het bevel van Samuel Frisching, Niklaus von Diesbach en Jean de Sacconay slag met 12.000 man uit Centraal-Zwitserland onder het bevel van Franz Konrad von Sonnenberg en Ludwig Christian Pfyffer. Het lang onbesliste gevecht werd door het ingrijpen van een vers Berner korps uit Seengen en Lenzburg alsmede door de superieure Berner artillerie beslist. Na de zege in de Tweede slag bij Villmergen drongen de Berners en Zürichers op naar het Luzerner land, het gebied van Zug, over de Brünigpas naar Unterwalden en via Rapperswil naar de Linthebene, waarop de weerstand van de vijf kantons definitief ineenstortte.

## Vrede van Aarau of "Vierde Landvrede"
Bij de Vrede van Aarau van 11 augustus 1712, de vierde landvrede in de geschiedenis van het Eedgenootschap, verzekerden Bern en Zürich zich van hun heerschappij over de gemeenschappelijke heerlijkheden. Daarmee werd de sinds 1531 bestaande politieke hegemonie van de katholieke kantons in de gemeenschappelijke heerlijkheden beëindigd. Tegelijk betekende dit ook het herstel van een gecompromitteerde godsdienstvrede in het Oude Eedgenootschap.
De territoriale vredesvoorwaarden werden tegenover de eerste vrede nog iets verscherpt:
- Zürich en Bern behielden met Glarus het graafschap Baden en de onderste Freie Ämter, begrensd door een lijn tussen Oberlunkhofen en Fahrwangen. Daarmee werd de militaire verbinding tussen het Berner Aargau en Zürich gewaarborgd en de toegang naar de katholieke kantons naar het noorden geblokkeerd.
- De heerlijkheid Rapperswil kwam aan Zürich, Bern en Glarus toe.
- Het Schwyzer Hurden (in Freienbach) werd een gemeenschappelijke heerlijkheid van Zürich en Bern.
- Bern kreeg voortaan medeheerschappij in alle gemeenschappelijke heerlijkheden waarin het tot dan toe nog geen aandeel had: Thurgau, de voogdij Rheintal, het graafschap Sargans en de bovenste Freie Ämter.
- In de gemeenschappelijke heerlijkheden en in Toggenburg behielden de onderdanen de vrijheid tot uitoefening van de katholieke en hervormde godsdienst.

Verdergaande Züricher aanspraken op het graafschap Uznach, de in de Oude Zürichoorlog verloren Höfe en voogdij Gaster werden niet door Bern en de overige kantons gesteund.
Juridisch gezien plaatste de Vierde Landvrede de in 1656 door de Derde Landvrede bevestigde Tweede Kappeler Landvrede van 1531 buiten werking. Daarmee werd de protestantse godsdienst in de Tagsatzung alsmede in het bestuur van de voogdijen formeel gelijkberechtigd, en in alle geschillen die over beide religies gingen heerste voortaan pariteit. In de landvoogdijen Thurgau, Baden, Sargans en Rheintal behielden de hervormde gemeenten nu onder Züricher soevereiniteit nu de garantie van hun godsdienstbelijdenis, waarbij de rechten van de katholieken gewaarborgd bleven. In plaats van loutere tolerantie kregen de protestanten gelijkberechtiging met de van oudsher bevorderde katholieke godsdienst. Over de geloofskwesties waakte voortaan de "Landvredescommissie", die werd samengesteld door vertegenwoordigers uit Zürich, Bern, Luzern en Uri.
De vorst-abt van Sankt Gallen, Leodegar Bürgisser, vluchtte met zijn convent op 29 mei in ballingschap naar Slot Neuravensburg, de bestuurszetel van een nieuwe St. Galler heerlijkheid ten noorden van Lindau. Zürich en Bern bezetten het Fürstenland en bestuurden het gezamenlijk. Een groot deel van de in Sankt Gallen achtergelaten roerende kloostergoederen, waaronder delen van het archief en de bibliotheek, namen ze mee. Vanwege de in zijn ogen te ver gaande beschadiging van de rechten van de rijksabdij en het gevaar voor de katholieke godsdienst in Toggenburg verwierf abt Bürgisser de op 28 maart 1714 met Zürich en Bern uitonderhandelde Vrede van Rorschach. Na de dood van vorst-abt Bürgisser werd met zijn opvolger Joseph von Rudolphi (r. 1717–1740) op 16 juni 1718 de Vrede van Baden gesloten. De Rijksabdij Sankt Gallen werd hersteld, inclusief de heerschappij over Toggenburg, waarbij diens autonomie en godsdienstvrijheid werden bevestigd.
Zürich en Bern keurden de Vrede op 11 augustus 1718 goed. Dat paus Clemens XI de vrede even later in een brief verwierp, had geen invloed meer op de oplossing van het conflict. Abt von Rudolphi keerde op 7 september 1718 na een zesjarige ballingschap terug in het klooster van Sankt Gallen. Op 23 maart 1719 kon hij een groot deel van de aan het begin van de oorlog naar Zürich gebrachte bibliotheek in ontvangst nemen. Verdere voorwerpen uit de buit van Bern kwamen in 1721 in Sankt Gallen terug. Desalniettemin bleven er nog steeds waardevolle stukken van de Sankt Galler kloosterbibliotheek in Zürich, waaronder handschriften, schilderijen, astronomisch gereedschap en de Globe van Sankt Gallen. De in de jaren 1990 opnieuw ontvlamde cultuurgoederenstrijd tussen Zürich en Sankt Gallen kon uiteindelijk in 2006 voorgoed bijgelegd worden.
Het conflict tussen de rijksabdij en Toggenburg zwol verder tot de opheffing van de kloosterstaat in 1798, nadat in 1735 twee abbatiale beambten waren vermoord en in 1739 een conferentie in Frauenfeld tussen de partijen eveneens zonder succes was verlopen.